# Florent Dorin
Florent Dorin, né le 30 décembre 1985 à Paris, est un acteur et musicien français.
Il est principalement connu pour interpréter le Visiteur dans la web-série Le Visiteur du futur réalisée par François Descraques. Il fait partie du collectif Frenchnerd.

## Biographie
Florent Dorin passe son enfance entre la région parisienne et la région dinannaise. À l'âge de douze ans, il commence à tourner des vidéos avec son ami François Descraques et à prendre goût à la comédie. Mais ce n'est qu'en 2002 (à 17 ans), lors du tournage des Chroniques de l'Étrange, qu'il envisage d'en faire sa carrière.
Il joue dans plusieurs pièces de théâtre ainsi que dans quelques courts-métrages et entre en 2009 au Conservatoire national supérieur d'art dramatique.
Durant la même période, il participe à divers projets de Frenchnerd dont la web-série Le Visiteur du futur de François Descraques de 2009 à 2014. La série est un franc succès. Il continue par la suite dans La Théorie des balls de Slimane-Baptiste Berhoun et dans Rock macabre de Descraques.
De 2015 à 2018, il joue Iliade, pièce mise en scène par Pauline Bayle d'après l'œuvre d'Homère, au Théâtre de Belleville, puis Odyssée en alternance à partir de 2017. Dans ces deux pièces, les comédiens incarnent tour à tour les différents personnages, sans distinction d'âge, de sexe ou de rang social,. Les deux pièces sont ensuite présentées en tournée à travers la France.
Également musicien et chanteur, il a sorti plusieurs EP, tout en continuant à jouer au théâtre[réf. à confirmer], à faire du théâtre de rue[réf. souhaitée], ainsi qu'à tourner dans d'autres web-séries ou courts-métrages[réf. souhaitée].
En 2019, pour financer trois projets de films musicaux tirés de son nouvel EP Halfway, il lance une campagne de financement participatif sur Ulule[source insuffisante].

## Filmographie

### Cinéma

#### Longs métrages
- 2015 : Les Dissociés du collectif Suricate : lui-même
- 2022 : Le Visiteur du futur de François Descraques : Le Visiteur / Renard

#### Courts métrages
- 2002-2005 : Les Chroniques de l'Étrange de François Descraques
- 2003 : L’Éternel Combat de François Descraques
- 2003 : Assurance vie de M. Baradel
- 2005 : Le Couteau sous la couette de Julien Diaz et François Descraques
- 2005 : Il est où ton pote super mignon ? de M. Marchal
- 2008 : Le jour où je suis tombé amoureux de J. Borvon
- 2009 : Destination Pluton de François Descraques
- 2009 : St Jacut-de-la-mer de François Descraques
- 2009 : Mémoire de L. Bourven
- 2010 : Coyotes de J. Minster
- 2010-2011 : Starleague de François Descraques
- 2011 : L'Holocube de François Descraques
- 2011 : Bonne nouvelle de François Descraques
- 2012 : Nous ne ferons pas d'histoires de Julie Debiton
- 2013 : Les Nouveaux Princes charmants de Suricate
- 2013 : Le Métronome de l'équipe Ça va le faire
- 2014 : Frenchball, le coup d'envoi de Frenchball
- 2014 : Le Paramétrage de la vie de Raphaël Descraques
- 2014 : Le Règne des enfants de Raphaël Descraques
- 2015 : La Chasse aux canards de François Descraques
- 2015 : Je suis un tombeur de Juliette Tresanini
- 2015 : Noise et confusion de Leo Wolfenstein et Guillaume Devallois
- 2017 : Dans les films - Le temps mort de Jérémy Strohm

### Télévision
- 2011 : Le Ciné du Comité

### Séries
- 2013 : Jo (voix française de Yannick)
- 2019 : Camille (Calls, Saison 2 épisode 9)

### Web-séries

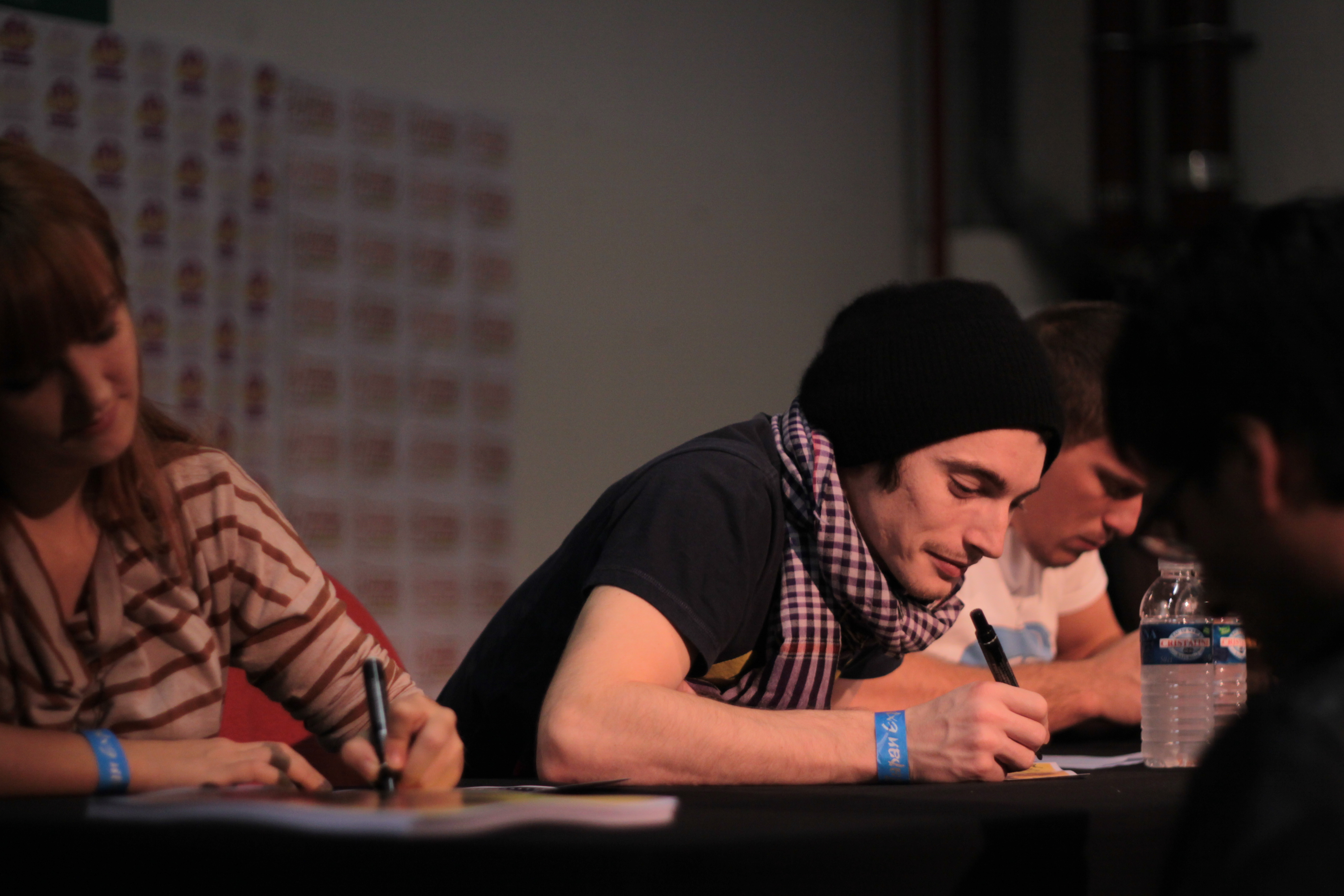
Florent Dorin, acteur du Visiteur du futur à une dédicace à la Chibi Japan Expo 2010.

- 2009-2014 : Le Visiteur du futur de François Descraques[12][source insuffisante]
- 2009 : La Flander's Company de Ruddy Pomarede
- 2010-2011 : J'ai jamais su dire non de Slimane-Baptiste Berhoun
- 2011-2012 : 42e étage de Slimane-Baptiste Berhoun
- 2012 : Le Guichet de Slimane-Baptiste Berhoun
- 2012 : Le Golden Show de François Descraques
- 2013 : Hero Corp - Les survivants de Simon Astier
- 2015 : La Théorie des balls de Slimane-Baptiste Berhoun
- 2015 : Rock macabre de François Descraques
- 2016 : Le Secret des balls de Slimane-Baptiste Berhoun
- 2019 : Abonne-toi de Guillaume Cremonese (Yes vous aime), épisode 2 Seb la Frite nous accueille dans sa nouvelle maison : Florent
- 2020 : Joueur du Grenier, 11 ans de JDG (partie 1)
- 2021 : Le Somnambuliste de Jérémy Strohm
- 2022 : Soup de lui-même : Phil Leonard

### Podcast
- 2020 : Mystère à St-Jacut (Flodrigue Balambois)

## Doublage

### Cinéma

#### Films
- Brady Corbet dans :
  - Melancholia (2011) : Tim
  - Paradise Lost (2014) : Dylan

- Benny Safdie dans :
  - Licorice Pizza (2021) : Joel Wachs
  - Stars at Noon (2022) : l'homme de la CIA

- 2012 : La Part des anges : Robbie (Paul Brannigan)
- 2015 : Youth : Jimmy Tree (Paul Dano)
- 2017 : HHhH : Jozef Gabčík (Jack Reynor)
- 2020 : The Night Clerk : Gary Mehran (Jeremy Allen White)
- 2020 : Ondine : Johannes (Jacob Matschenz)
- 2022 : Caravage : Ranuccio (Brenno Placido (it))
- 2022 : R.M.N. : Tibi (Rácz Endre)
- 2023 : L'Enlèvement : l'avocat de l'accusation (Giustiniano Alpi (it))
- 2023 : Il reste encore demain : Giulio (Francesco Centorame)

#### Films d'animation
- 2016 : Le Garçon et la Bête : Jirōmaru (adulte)
- 2021 : Belle : Kei / le dragon[13]

### Télévision

#### Série télévisée
- 2013 : Jo : Yannick Morin (Chris Brazier)
- 2021 : Dom : voix additionnelles

## Théâtre
- 2010 : Iliade, Homère de Barrico, mis en scène par Nada Strancar
- 2010 : La Troade de Garnier, mis en scène par Nada Strancar
- 2010 : Un petit détournement de Mourousi
- 2011 : Mystère Pessoa de Fernando Pessoa, mis en scène par Stanislas Grassian
- 2012 - 2013 : La vie est un rêve de Pedro Calderón de la Barca, mis en scène par Jacques Vincey
- 2013 : Bérénice de Racine, mis en scène par Yannik Landrein
- 2014 : Immortels de Nasser Djemaï, mis en scène par Nasser Djema
- 2015-2018 : Iliade d'après Homère, mis en scène par Pauline Bayle
- 2016 : La Petite Fille aux allumettes de Joachim Latarjet, mis en scène par Joachim Latarjet
- 2017-2018 : Odyssée d'après Homère, mis en scène par Pauline Bayle
- 2020 : Illusions perdues d'après Honoré de Balzac, mis en scène Pauline Bayle